# آسیب‌شناسی عصبی

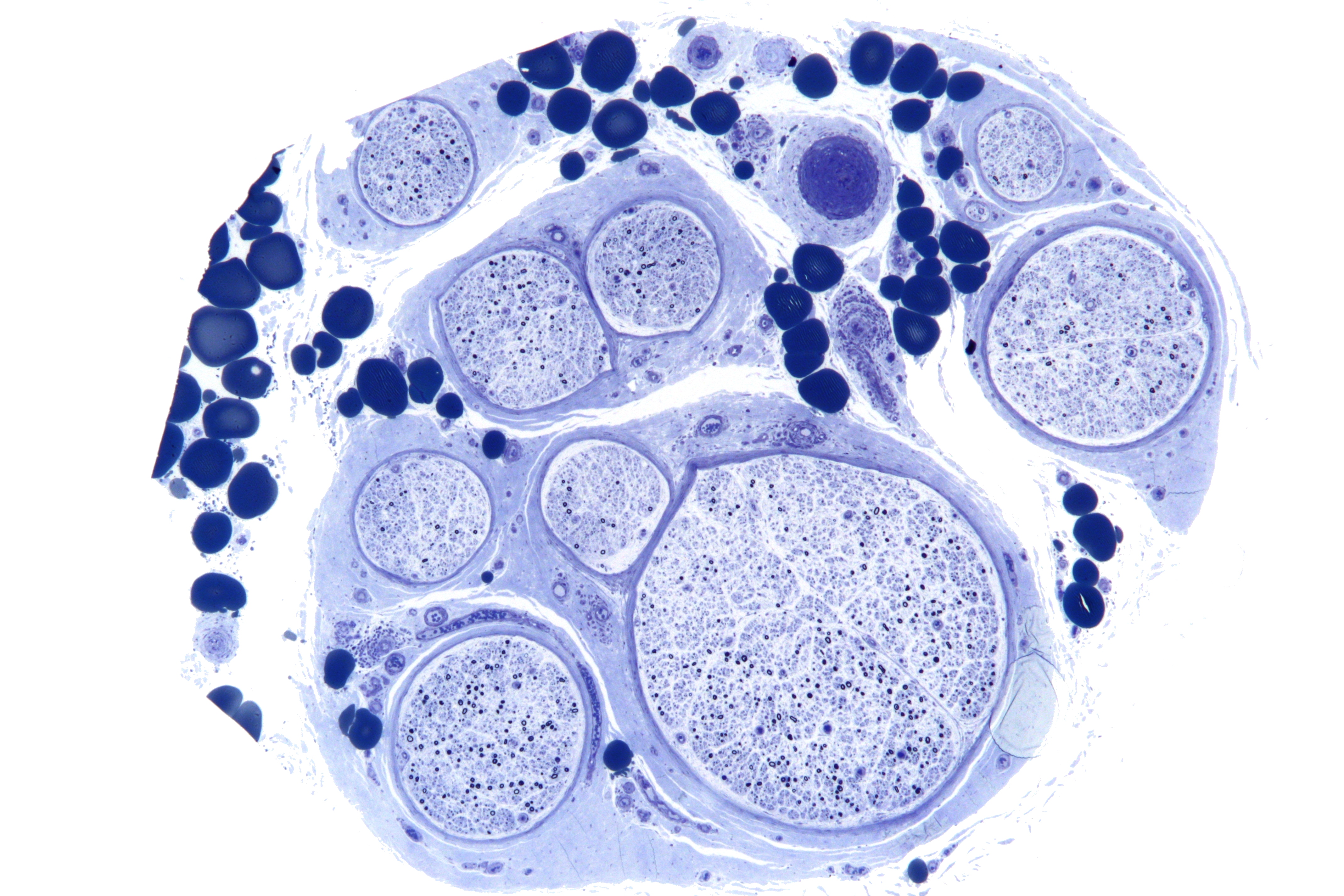
ریزنگار از یک ضایعه عصب-رگ‌آماس (نوروپاتی واسکولیتیک). رنگ آمیزی با تولوئیدین آبی

آسیب‌شناسی عصبی (به انگلیسی: Neuropathology) به مطالعه بیماری‌های بافت دستگاه عصبی می پردازد که اغلب این مطالعات یا در قالب بافت‌برداری با جراحی‌های کوچک یا تشریح کل بدن صورت می گیرد. آسیب‌شناسان اغلب در دپارتمان آسیب‌شناسی تشریحی کار می‌کنند، اما با شاخه‌های بالینی عصب‌شناسی و جراحی مغز و اعصاب نیز که اغلب به آسیب‌شناسی عصبی برای تشخیص وابسته اند، به طور نزدیک همکاری می کنند. آسیب‌شناسی عصبی را نباید با آسیب‌شناسی عصبی محیطی که به اختلالات خود اعصاب (اغلب در دستگاه عصبی پیرامونی) می‌پردازد اشتباه گرفت، چرا که آسیب‌شناسی عصبی بیشتر به بافت‌ها می پردازد. در آسیب‌شناسی عصبی، شاخه‌های تخصصی دستگاه اعصاب و بافت‌ها، هردو در یک شاخه مطالعاتی جمع می‌شوند.